# Oost- en Westbroekpolder
De Oost- en Westbroekpolder is een poldergebied en een voormalig waterschap in de gemeente Zoeterwoude, in de Nederlandse provincie Zuid-Holland. De beide polders worden gescheiden door de Weipoortse Vliet (en de Weipoortse weg). Langs deze weg ligt de buurtschap Weipoort. Beide polders werden in 1529 onder één bestuur verenigd.
Het waterschap was verantwoordelijk voor de vervening, drooglegging en later de waterhuishouding in de polders.

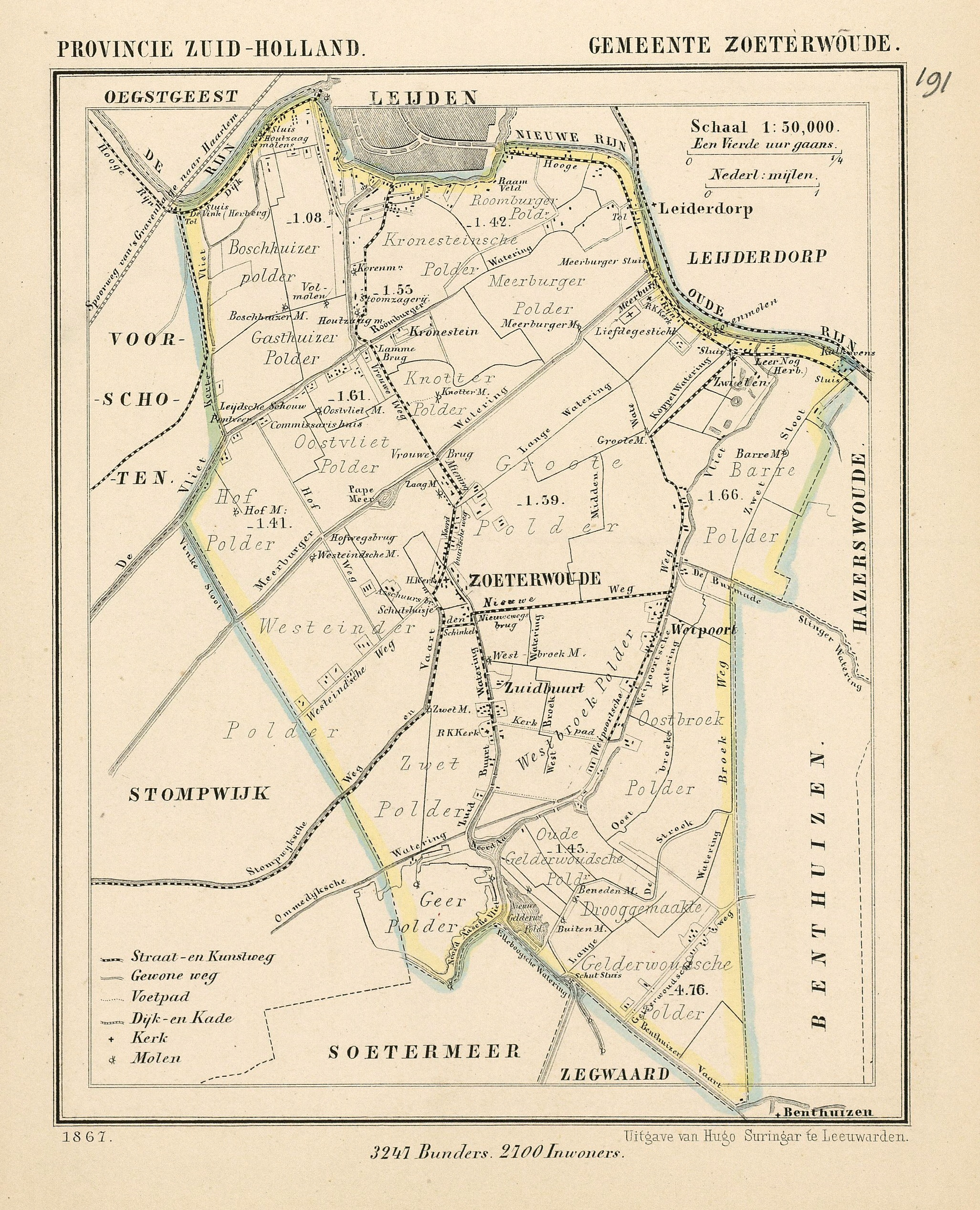
De Westbroekpolder en Oostbroekpolder op een kaart van de gemeente Zoeterwoude uit 1867
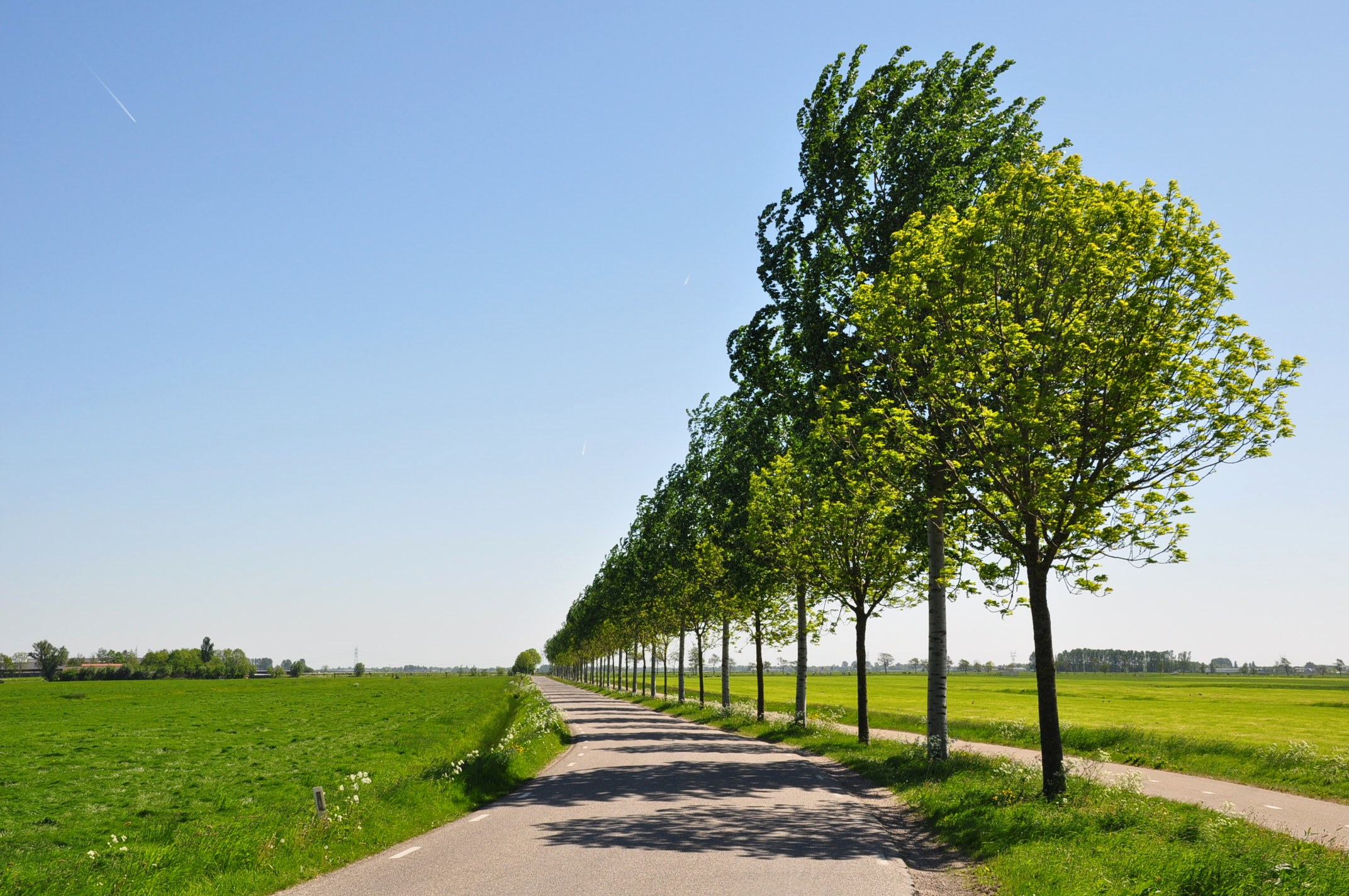
Het Weddepad door de Oostbroekpolder